# 菜頭與土豆
《菜头与土豆》是台湾漫画家张友诚的四格漫画作品。故事的主人公是一只家猫「菜头」和他的好朋友小老鼠「土豆」。該作品連載於光復書局發行的報紙《兒童日報》，單行本是由光復書局與青文出版社發行。光復書局發行的單行本只有1冊（被納入《兒童日報叢書》），青文出版社發行的單行本則有6冊。